# ناحیه مداری‌پور
ناحیه مداری‌پور (به لاتین: Madaripur District) یک ناحیه در بنگلادش است که در استان داکا واقع شده‌است.

## خصوصیات
ناحیه مداری‌پور ۱٬۱۴۴٫۹۶ کیلومترمربع مساحت و ۱٬۲۱۲٬۱۹۸ نفر جمعیت دارد.